# Моленбек (футбольний клуб)
«РВД Моленбек» (Racing White Daring Molenbeek) — неіснуючий зараз бельгійський футбольний клуб з міста Моленбек-Сен-Жан. Був заснований в 1973 році шляхом злиття клубів «Роял Расінг Вайт» (Royal Racing White) та «Дарінг» (Daring Club de Bruxelles). «Моленбек» був одним з лідерів бельгійського футболу в 70-х роках XX-го століття, але починаючи з 1984 року у клуба почались фінансові проблеми, що призвело до його банкрутства та розформування в 2002 році.

## Досягнення
Вища ліга Бельгії
- Чемпіон (1): 1975

Кубок УЄФА:
- Півфіналіст (1): 1976/77

## Відомі гравці
- Маріус Міту